# Виктор (Путята)
Виктор (в миру Владимир Александрович Путя́та; 21 мая (2 июня) 1869, Царское Село, Санкт-Петербургская губерния — 11 августа 1937, Тамбов) — деятель обновленчества, архиепископ Тамбовский и Моршанский.

## Биография
Родился 21 мая 1869 года в Царском Селе Санкт-Петербургской губернии в дворянской семье.
В 1887 году окончил 7 классов Олонецкой губернской гимназии. В 1889 году окончил Санкт-Петербургское пехотное юнкерское училище и был произведён в чин подпрапорщика. С 1889 года — подпоручик Свирского резервного батальона в г. Петрозаводске.
Окончил два курса юридического факультета Императорского Санкт-Петербургского университета. В 1895 году перешёл на гражданскую службу. С 1895 года — земский начальник 2 участка Пудожского уезда. Член петрозаводского благотворительного общества, Член Пудожского уездного отделения Оллонецкого епархиального училищного совета и уездного училищного совета. С 1904 года — петрозаводский уездный земский начальник, сборщик попечительства императрицы Марии о слепых, член общественного собрания г. Петрозаводска. В 1907 года — председатель Каргопольского уездного земского съезда. Попечитель Кондопожского и Ольгского училищ. В 1908—1909 гг. — председатель Пудожского уездного земского съезда. Член Православного Карельского братства. В 1909—1912 гг. — попечитель Салмозерской церковно-приходской школы.
С 1912 года — непременный член рязанского губернского по земским и городским делам присутствия. Статский советник
В августе 1919 года рукоположен в сан диакона и назначен к московскому кафедральному храму Христа Спасителя.
В 1920 году был слушателем курсов Московской народной духовной академии.
В июне 1920 года был рукоположен в сан священника и назначен к одной из церквей г. Москвы. С сентября 1921 года — священник Калужской епархии.
В 1922 года перешёл в обновленчество. Был священником Благовещенского собора города Калуги. Возведён в сан протоиерея.
В ноябре 1926 года назначен епископом Юхновским, викарием Калужской обновленческой епархии. 5 декабря того же года состоялась его епископская хиротония.
30 марта 1927 года назначен епископом Петровским, викарием Саратовской обновленческой епархии. Кафедра располагалась в Петропавловском соборе Петровска.
Одновременно с 30 марта по 5 июля 1927 года временно управляющий Саратовской обновленческой епархией.
6 сентября 1927 года назначен епископом Уральским и Гурьевским, председателем обновленческого Уральского епархиального управления. Кафедра располагалась в Александро-Невском соборе города Уральска.
1 сентября 1929 года назначен епископом Костромским и Галичским, председателем обновленческого Костромского епархиального управленияКафедра располагалась в Успенском и Богоявленском соборах Костромского кремля. 17 сентября 1929 года возведён в сан архиепископа. С ноября 1929 года кафедра располагалась в Иоанно-Богословской церкви на Каткиной горе в Костроме.
В марте 1930 года назначен архиепископом Вольским, председателем обновленческого Вольского епархиального управления. Кафедра располагалась в Фёдоровской кладбищенской церкви Вольска.
В ноябре 1930 года назначен архиепископом Павлодарским. Назначение отменено.
В декабре 1930 года назначен архиепископом Семипалатинским и Усть-Каменогорским, председатель обновленческого Семипалатинского епархиального управления. Кафедра располагалась в Николаевской церкви Семипалатинска.
29 апреля 1931 года назначен архиепископом Владимирским и Ковровским, председателем обновленческого Владимирского епархиального управления. Кафедра располагалась в Троицкой церкви города Владимира. 29 июля того же года уволен на покой.
В сентябре 1931 года назначен архиепископом Петрозаводским и Карельским, однако назначение было отменено.
В октябре 1931 года назначен архиепископом Череповецким, председатель обновленческого Череповецкого епархиального управления. В 1935 году переименован в архиепископа Череповецкого и Кирилло-Белозерского.
4 июля 1936 года увольняется за штат.
5 августа 1936 года назначен архиепископом Тамбовским и Моршанским. Кафедра располагалась в Покровской церкви Тамбова.
23 февраля 1937 года был арестован. 21 апреля 1937 года уволен за штат. Расстрелян 11 августа того же года.

## Награды
- Орден Св. Анны 3-й степени.
- Серебряная медаль в память правления императора Александра III.
- Медаль за труды по первой Всероссийской переписи.